# El negoción
El negoción es una película en blanco y negro de Argentina dirigida por Simón Feldman sobre su propio guion escrito en colaboración con Oski y Juan José Barrenechea según una idea de Lucía Gabriel que se estrenó el 5 de noviembre de 1959 y que tuvo como protagonistas a Ubaldo Martínez, Luis Tasca, Tincho Zabala y Adolfo Linvel. El filme tuvo la supervisión de Román Viñoly Barreto y el dibujante Oski realizó los títulos.

## Sinopsis
El pueblo “Villa Caballete” descubre las ventajas económicas de la comercialización del estiércol de caballo, corrompiendo a funcionarios y descubridores.

## Reparto
- Ubaldo Martínez ... Bonifacio
- Luis Tasca ... cuñado de Bonifacio
- Tincho Zabala ... presidente Miraflores
- Adolfo Linvel ... gobernador
- María Esther Podestá ... dama de la caridad
- Nelly Tesolín
- Eduardo Fasulo
- Sergio Corona
- Carlos Gandolfo
- Alfonso Bouzas
- Cassandra Greys
- Pablo Rivera
- Yamandú Di Paula
- Santos Leiva
- José Loiácono
- Eduardo Bergara Leumann ... José María Smith
- Jorge Palacios
- Lola Montes
- Horacio Arana
- Lucy Morel
- Norma Campos
- Carlos A. Messina
- Nair Vlastimina
- Roberto Sornícola
- Carlos Marchi

## Comentarios
Jaime Potenze opinó en la revista Criterio:

”A poco que se profundice en la película, lo que parece chiste más bien grueso se convierte en crítica social, sagaz estudio político y por momentos, excelente sátira.”

Clarín dijo en su crónica:

”Su idea es audaz y su realización irregular, pero su director demuestra tener talento.”

Manrupe y Portela escriben:

”Feroz, lúcida e irónica burla al totalitarismo y a los negociados, con foco en el peronismo (Tincho Zabala tiene mucho de Perón). De cierto prestigio en el exterior, se le deberían reconocer más sus méritos.”